# Мохаммед Мунтарі
Мохаммед Мунтарі (араб. محمد مونتاري, англ. Mohammed Muntari, нар. 20 грудня 1993, Кумасі) — катарський футболіст ганійського походження, нападник клубу «Аль-Духаїль». На клубному рівні грав також за катарські клуби «Лехвія», «Аль-Джаїш» та «Аль-Аглі», а також національну збірну Катару.

## Клубна кар'єра
Народився 20 грудня 1993 року в місті Кумасі. Вихованець футбольної школи клубу «Голден Лайонс», в 2012 році перебрався до Катару, де став гравцем команди «Аль-Джаїш», в якій провів три сезони, взявши участь у 45 матчах чемпіонату, відзначившись 18 забитими м'ячами.
У 2015 році Мунтарі став гравцем катарського клубу «Лехвія». У складі команди вже в перший рік виступів став володарем Кубка Еміра Катару з футболу, а наступного року ставу складі команди чемпіоном країни.
У 2017 році команди «Лехвія» та «Аль-Джаїш» об'єднались у новий клуб під назвою «Ад-Духаїль», за яку став грати й Мохаммед Мунтарі. У новому сезоні Мунтарі лише зрідка з'являвся на полі, тому на початку 2018 року його віддали в оренду до іншого катарського клубу «Аль-Аглі» до кінця сезону. Після повернення з оренди Мунтарі також не дуже часто грав у основному складі команди, тому на початку 2019 року його вдруге віддали в оренду до «Аль-Аглі» до кінця сезону. Після повернення з оренди Мунтарі став частіше з'являтися в основі «Ад-Духаїля», і за цей час зіграв 27 матчів у Лізі Зірок, та став у складі команди чемпіоном країни в сезоні 2019—2020 років.
| Дата       | Місто             | Господарі         | Результат | Гості       | Турнір                      | Голи | Примітки |
| ---------- | ----------------- | ----------------- | --------- | ----------- | --------------------------- | ---- | -------- |
| 27-12-2014 | Доха              | Катар             | 3 – 0     | Естонія     | товариський матч            | 1    |          |
| 11-01-2015 | Канберра          | ОАЕ               | 4 – 1     | Катар       | Кубок Азії 2015 - 1-й етап  | -    | 59' 69'  |
| 15-01-2015 | Сідней            | Катар             | 0 – 1     | Іран        | Кубок Азії 2015 - 1-й етап  | -    |          |
| 19-01-2015 | Сідней            | Катар             | 1 – 2     | Бахрейн     | Кубок Азії 2015 - 1-й етап  | -    |          |
| 26-03-2015 | Доха              | Катар             | 1 – 0     | Алжир       | товариський матч            | -    | 84'      |
| 30-03-2015 | Доха              | Катар             | 1 – 0     | Словенія    | товариський матч            | -    | 82'      |
| 31-05-2015 | Кру               | Ірландія          | 4 – 0     | Катар       | товариський матч            | -    | 81'      |
| 05-06-2015 | Единбург          | Шотландія         | 1 – 0     | Катар       | товариський матч            | -    | 78'      |
| 11-06-2015 | [[Мале]]          | Мальдіви          | 0 – 1     | Катар       | Відбір до ЧС 2018           | -    |          |
| 28-08-2015 | Доха              | Катар             | 4 – 0     | Сінгапур    | товариський матч            | 1    | 46'      |
| 03-09-2015 | Доха              | Катар             | 15 – 0    | Бутан       | Відбір до ЧС 2018           | 3    | 68'      |
| 08-09-2015 | Гонконг           | Гонконг           | 2 – 3     | Катар       | Відбір до ЧС 2018           | -    |          |
| 13-11-2015 | Доха              | Катар             | 1 – 2     | Туреччина   | товариський матч            | -    |          |
| 17-11-2015 | Тхімпху           | Бутан             | 0 – 3     | Катар       | Відбір до ЧС 2018           | 1    |          |
| 29-03-2016 | Тайюань           | КНР               | 2 – 0     | Катар       | Відбір до ЧС 2018           | -    | 75'      |
| 11-11-2017 | Доха              | Катар             | 0 – 1     | Чехія       | товариський матч            | -    | 76'      |
| 14-11-2017 | Доха              | Катар             | 1 – 1     | Ісландія    | товариський матч            | 1    | 67'      |
| 14-12-2017 | Доха              | Катар             | 1 – 2     | Ліхтенштейн | товариський матч            | -    | 46'      |
| 23-12-2017 | Ель-Кувейт        | Катар             | 4 – 0     | Ємен        | Кубок націй Перської затоки | -    | 69'      |
| 26-12-2017 | Ель-Кувейт        | Ірак              | 2 – 1     | Катар       | Кубок націй Перської затоки | -    | 64'      |
| 29-12-2017 | Ель-Кувейт        | Катар             | 1 – 1     | Бахрейн     | Кубок націй Перської затоки | -    | 89'      |
| 14-11-2019 | Доха              | Катар             | 2 – 0     | Сінгапур    | товариський матч            | 1    |          |
| 19-11-2019 | Душанбе           | Афганістан        | 0 – 1     | Катар       | Відбір до ЧС 2022           | -    | 56'      |
| 26-11-2019 | Доха              | Катар             | 1 – 2     | Ірак        | Кубок націй Перської затоки | -    | 66'      |
| 29-11-2019 | Доха              | Ємен              | 0 – 6     | Катар       | Кубок націй Перської затоки | -    | 75'      |
| 05-12-2019 | Ель-Вакра (місто) | Саудівська Аравія | 1 – 0     | Катар       | Кубок націй Перської затоки | -    | 76'      |
| Усього     |                   | Матчів            | 26        |             | Голів                       | 8    |          |

## Досягнення
- Чемпіон Катару: 2016-17, 2019-20, 2022-23
- Володар Кубка Еміра Катару: 2016, 2019, 2022, 2025
- Володар Кубка шейха Яссіма: 2015, 2016
- Володар Кубка наслідного принца Катару: 2014, 2023
- Володар Кубка зірок Катару: 2012-13, 2022-23